# 細胞周期調節メチル化酵素

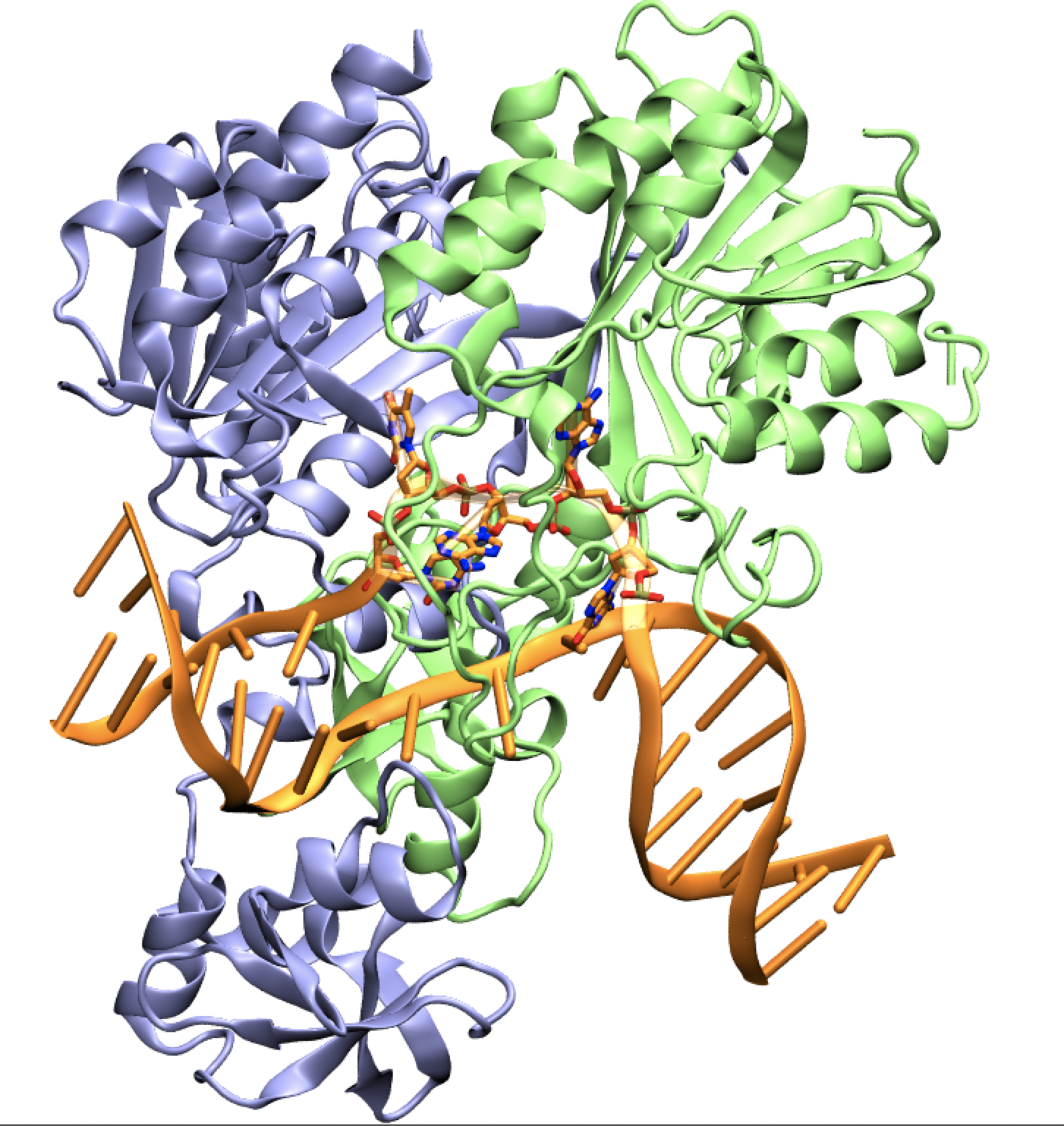
Caulobacter crescentus由来のCcrM酵素のX線結晶構造立体構造。二本鎖DNAと複合体を形成したCcrMホモ二量体が示されている。タンパク質モノマーは青と緑で示され、DNAは黄褐色で示されています。 GANTC認識サイトのDNA塩基は、すべての原子分解能で表示されている。

CcrM、またはM.CcrMIとは、多くのアルファプロテオバクテリア綱細菌において細胞分裂時の遺伝子発現の制御に関与している、孤立DNAメチルトランスフェラーゼ(DNAメチル化酵素)のひとつである。この酵素はS-アデノシル-Lメチオニン基質からメチル基の供与を受け、5'-GANTC-3 'のモチーフ配列上のN6位置のアデニン塩基へ高い特異性で転移を触媒することにより、DNAを修飾する。ただし、SAR11の一部の系統群などにおいては、5'-GAWTC-3 'のモチーフ配列を認識する。細胞分裂時、DNA複製に伴いCcrm認識部位はヘミメチル化されるが、複製サイクルの最後にCcrmが生成され、その後DNAのメチル化が急速に進行する。CcrMはカウロバクター・クレセンタス(Caulobacter crescentus)から発見され、研究が進められているが、他のアルファプロテオバクテリアにおいても重要な遺伝子である。

## 細胞周期調節におけるCcrMの役割
DNAメチル化は、真核生物では細胞分化や胚発生などのプロセスを調節するエピジェネティックな修飾である。一方、原核生物では、自己認識の役割を果たしエンドヌクレアーゼ（制限酵素）によってDNAが切断されるのを防ぐ（制限修飾系）。また、DamおよびCcrMといったOrphanMTaseでは、遺伝子発現の制御も行われる。
CcrMの役割は、海洋モデル生物であるカウロバクター・クレセンタス(Caulobacter crescentus)で特徴づけられている。この系統は細胞分裂時に非対称に分裂し、茎細胞と泳動細胞という異なる表現型と遺伝子発現の形態を持つ娘細胞を生成するため、細胞周期とエピジェネティクスの研究に適している。泳動細胞は単一のべん毛と極性線毛を持ち、その可動性を特徴としている。一方で、茎細胞は軸を持ち、基板となる細胞外物質に固定されている。茎細胞はすぐにS期に入りますが、泳動細胞はG1期にとどまり、再びS期に入る前に茎細胞へと分化する。
S期の茎細胞は、DNAの複製に際して、2つのヘミメチル化DNA二本鎖を生成する。これは、DNA合成の鋳型鎖ではメチル化修飾が保存されるのに対し、新規に合成される鎖では合成直後は無修飾であるため、最終的なDNA二本鎖では片方にしかメチル化修飾がついていない状態になるためである。このDNAは、S期の終わりにのみ生成されるCcrMによって、その後急速にメチル化される。この酵素は約20分で4000以上のモチーフ配列（典型的には5'-GANTC-3 '部位）をメチル化し、CceMはその後Lonプロテアーゼによって速やかに分解される。この高速なメチル化修飾は、いくつかの遺伝子の転写制御において重要な役割を果たし、細胞分化を制御する。CcrMの発現はCtrAマスターレギュレーターによって調節され、さらにさまざまな5'-GANTC-3 '部位のメチル化部位がCcrMの発現を調節する。これは、この部位がヘミメチル化されたS期の終わりにのみ発生する。このプロセスでは、CtrAは分割前の状態でCcrMと1000を超える遺伝子の発現を調節し 、SciPは非複製細胞でのCcrM転写の活性化を防ぐ。

## アルファプロテオバクテリアにおけるCcrMの役割
孤立MTaseは、細菌および古細菌で一般的である。CcrMのホモログ遺伝子は、ほぼすべてのアルファプロテオバクテリア以下の系統で見出されるが、リケッチア目及びMagnetococcales目では見られない。また、イプシロンプロテオバクテリア(Epsilonproteobacteria)とガンマプロテオバクテリア綱(Gammaproteobacteria)においても、ホモログ遺伝子が見つかることがある。アルファプロテオバクテリアは、自由生活から基質関連までさまざまなライフステージを持つ生物であり、それらのいくつかは植物、動物、さらにはヒトの細胞内病原体である。これらのグループにおいて、CcrMは細胞周期の進行に重要な役割を果たしていると考えられている。
CcrMの不完全な発現は、C. crescentus、植物共生生物Sinorhizobium meliloti 、およびヒト病原体Brucellaabortusといったさまざまなアルファプロテオバクテリアにおいて、細胞周期調節と分化の深刻な不全を生み出すことが示されている。また、CcrM遺伝子は、さまざまなアルファプロテオバクテリアの生存に不可欠であることが証明されている。

## 構造とDNA認識メカニズム
CcrMはII型DNAメチルトランスフェラーゼであり、メチル供与体SAMからヘミメチル化DNAの5'-GANTC-3 '認識部位にあるアデニンのN6にメチル基を転移する。SAM結合を形成する保存されたモチーフ、活性部位、およびCcrMの配列内の標的認識ドメインの順序に基づいて、βクラスのアデニンN6メチルトランスフェラーゼとして分類できる。アルファプロテオバクテリアのCcrMホモログは80残基のC末端ドメインを持っており 、十分に特徴付けられていない機能を持っている。
CcrMは、高度な配列識別を特徴とし、AANTCサイトよりもGANTCサイトに対して非常に高い特異性を示し、二本鎖DNAと一本鎖DNAの両方でこの配列を認識してメチル化することができる。dsDNA構造と複合体を形成したCcrMが解明され、酵素が新しいDNA相互作用メカニズムを示す事が明らかになった。具体的には、DNA認識部位でDNA二本鎖が1本鎖に分割され（メチルトランスフェラーゼの協調メカニズムは標的塩基の反転に依存する）、酵素がDNAと相互作用することが示された。異なるモノマー相互作用を持つホモダイマーを形成する。
CcrMは、多数の5'-GANTC-3 '部位を短時間でメチル化できる非常に効率的な酵素であるが、酵素がプロセッシブ（酵素がDNAに結合し、解離前にいくつかのメチル化部位をメチル化する）または分布性（酵素は各メチル化後にDNAから解離します）なのかは、まだ議論中である。最初の論文報告では後者のケースが主張されたが 、より最近の研究では、CcrMはプロセッシブ酵素であることが示されている。